# Ophiolamina eprae
Ophiolamina eprae is een slangster uit de familie Ophiacanthidae.
De wetenschappelijke naam van de soort werd in 2006 gepubliceerd door Sabine Stöhr & M. Segonzac.